# Morropón (tỉnh)
Tỉnh Morropón (tiếng Tây Ban Nha: Provincia de Morropón) là một tỉnh thuộc vùng Piura của Peru. Tỉnh Morropón có diện tích 3818 km², dân số thời điểm theo điều tra dân số ngày 11 tháng 7 năm 1993 là 163052 người. Tỉnh lỵ đóng ở Chulucanas.